# Kabinet-Merkel I
Het kabinet–Merkel I was het Duitse kabinet van 22 november 2005 tot 28 oktober 2009. Het kabinet werd gevormd door de politieke partijen Christlich Demokratische Union Deutschlands (CDU)-Christlich-Soziale Union (CSU) en de Sozialdemokratische Partei Deutschlands (SPD) na de verkiezingen van 2005. Angela Merkel de partijleider van de CDU diende als bondskanselier en Franz Müntefering en Frank-Walter Steinmeier van de SPD vicekanseliers.

## Regeerakkoord
CDU, CSU en SPD stemden in 2005 op hun partijcongressen in met het Duitse regeerakkoord. Hieronder de belangrijkste punten van het verstandshuwelijk tussen de partijen.

### Bezuinigingen
Er wordt in 2007 35 miljard euro bezuinigd om te voorkomen dat het begrotingstekort van het land weer boven de drie procent uitkomt. Dan zou Duitsland het stabiliteitspact weer schenden en daarmee een miljardenboete van de Europese Commissie riskeren.

### Belastingen
- De btw wordt in 2007 verhoogd van 16 naar 19 procent. Met het grootste deel van de opbrengst moet het gat in de begroting worden gedicht. Met de rest wordt de werknemerspremie verlaagd, waardoor arbeid goedkoper wordt.
- Er komt een omstreden 'rijkenbelasting' van drie procent voor mensen die meer dan 250.000 euro per jaar (alleenstaanden) of 500.000 per jaar (echtparen) verdienen.

### Pensioenen
- Geleidelijke verhoging van de pensioengerechtigde leeftijd van 65 naar 67 jaar in 2012.

### Federalisme
- Over deze hervormingsmaatregelen waren de partijen het snel eens: er wordt opnieuw gekeken naar de relatie tussen de deelstaten en de centrale regering, onder andere wat betreft de financiën. Het doel is een efficiënter bestuur te krijgen.

### Buitenlandpolitiek
- De mogelijke toetreding van Turkije tot de EU was een omstreden onderwerp in de verkiezingscampagnes. SPD wilde een volwaardig lidmaatschap en CDU vond een "bevoorrecht partnerschap" wel genoeg. In het coalitieverdrag is er een compromis gevonden in de bewoording "onderhandelingen met toetreding als doel".
- De trans-Atlantische relaties moeten nieuw leven worden ingeblazen, maar ook de band met de EU moet worden versterkt, vindt de nieuwe coalitie.

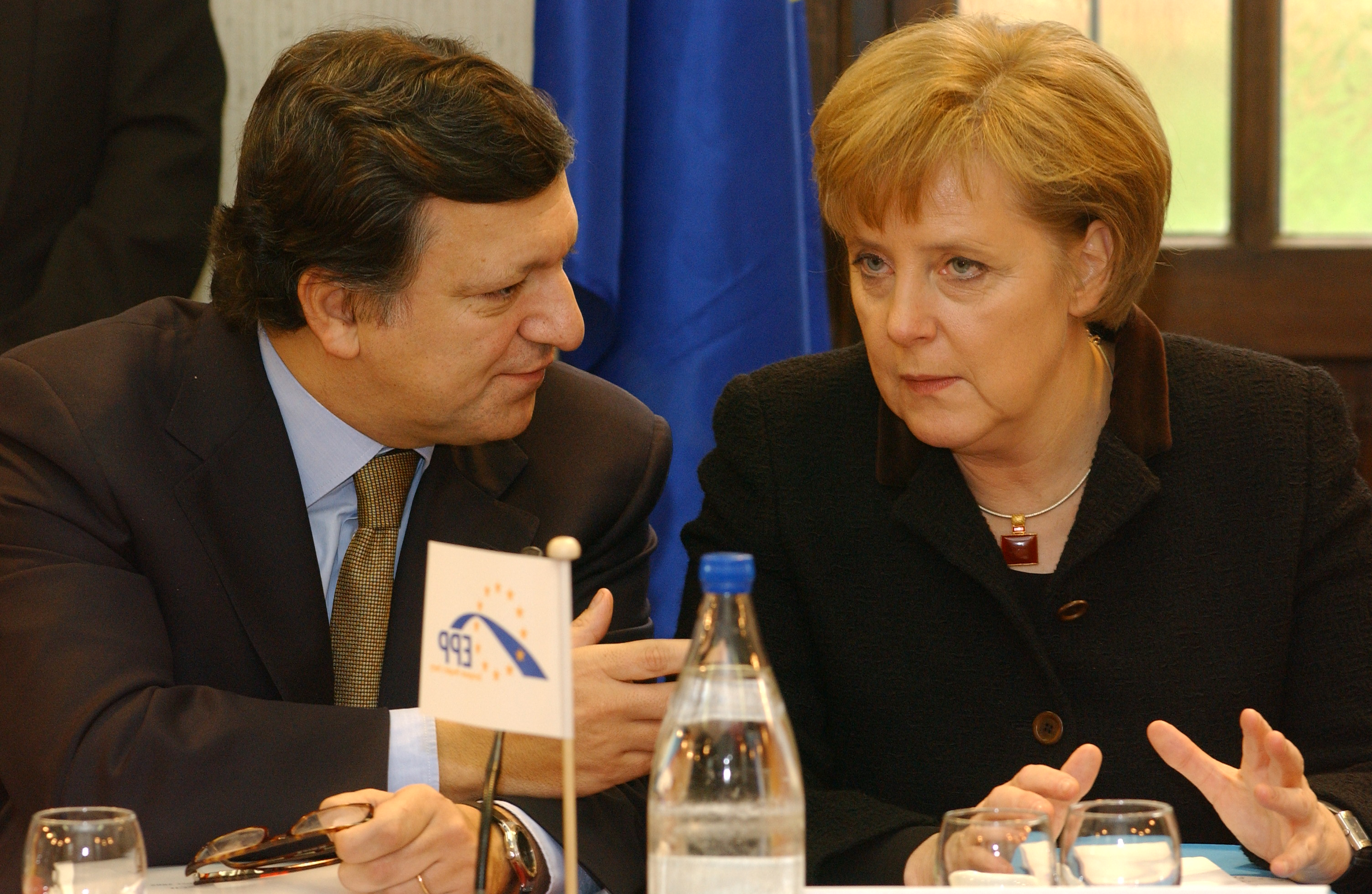
Voorzitter van de Europese Commissie José Manuel Barroso en bondskanselier Angela Merkel in Kasteel van Bouchout tijdens een bijeenkomst van de Europese Volkspartij in Meise op 15 december 2005.

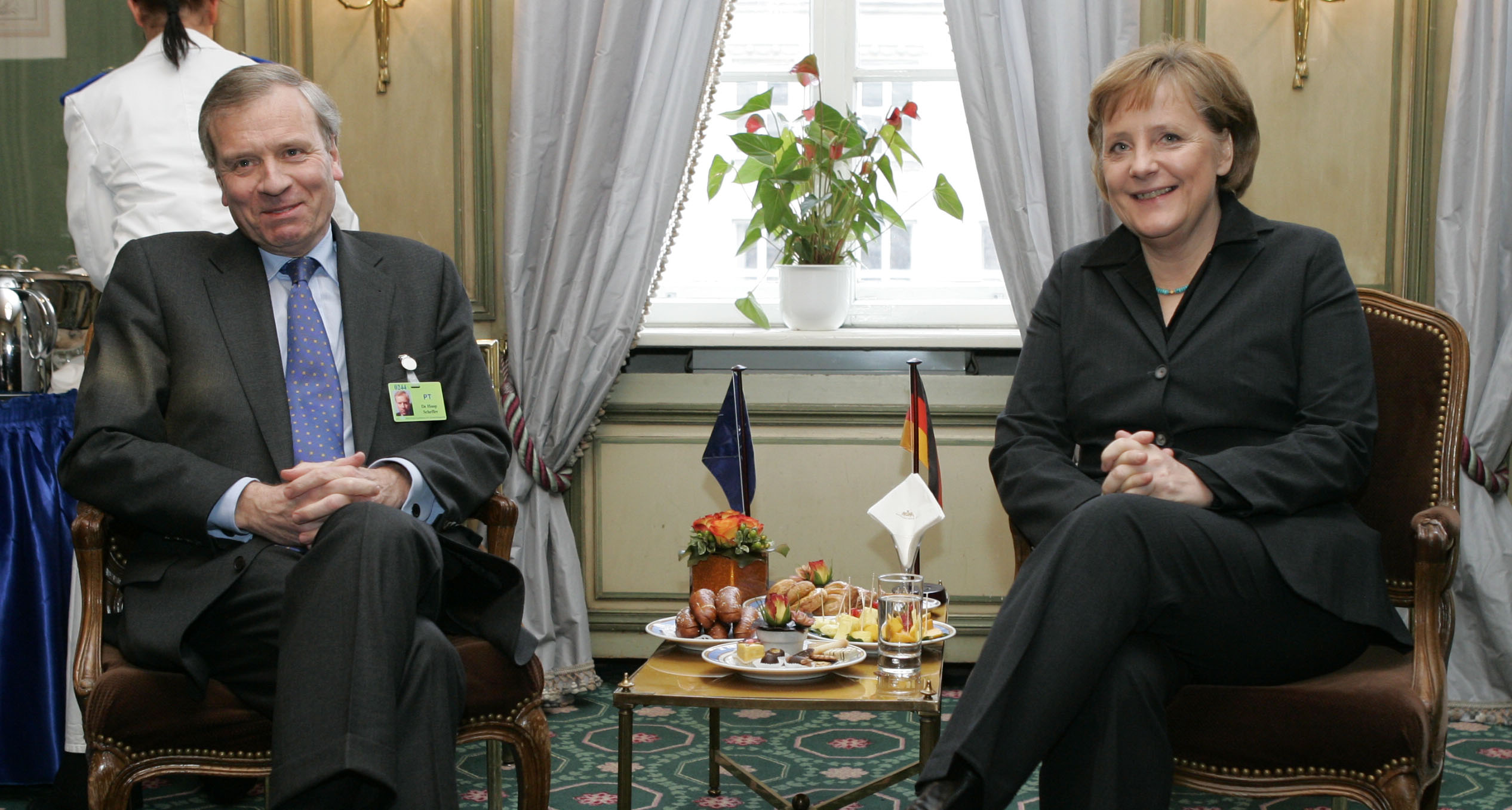
Secretaris-generaal van de NAVO Jaap de Hoop Scheffer en bondskanselier Angela Merkel tijdens een bijeenkomst in München op 4 februari 2006.

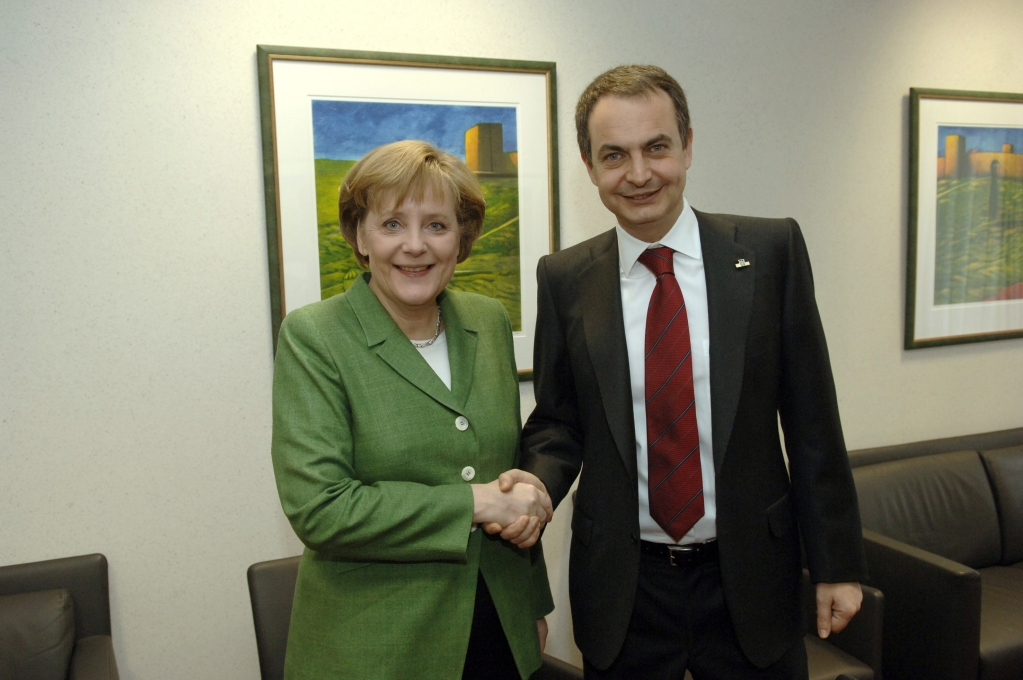
Bondskanselier Angela Merkel en premier van Spanje José Luis Zapatero tijdens een bezoek aan Madrid op 24 maart 2006.

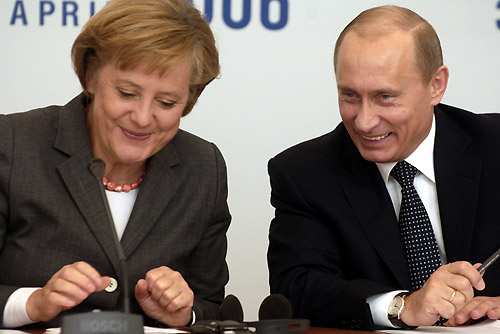
Bondskanselier Angela Merkel en president van Rusland Vladimir Poetin tijdens een bezoek aan Tomsk op 26 april 2006.

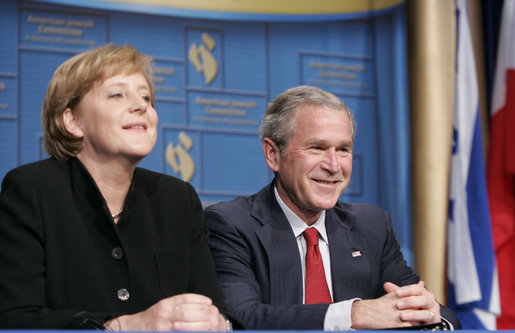
Bondskanselier Angela Merkel en president van de Verenigde Staten George W. Bush tijdens een bezoek aan Washington D.C. op 4 mei 2006.

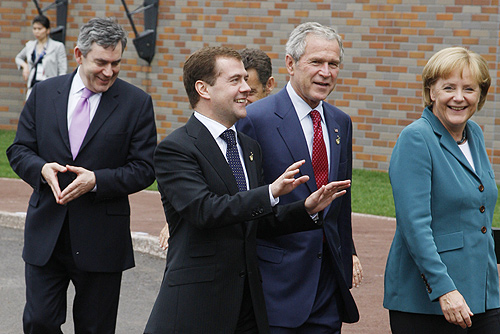
Premier van het Verenigd Koninkrijk Gordon Brown, president van Rusland Dmitri Medvedev, president van de Verenigde Staten George W. Bush en bondskanselier Angela Merkel tijdens een G8 bijeenkomst in Hokkaido op 9 juli 2008.

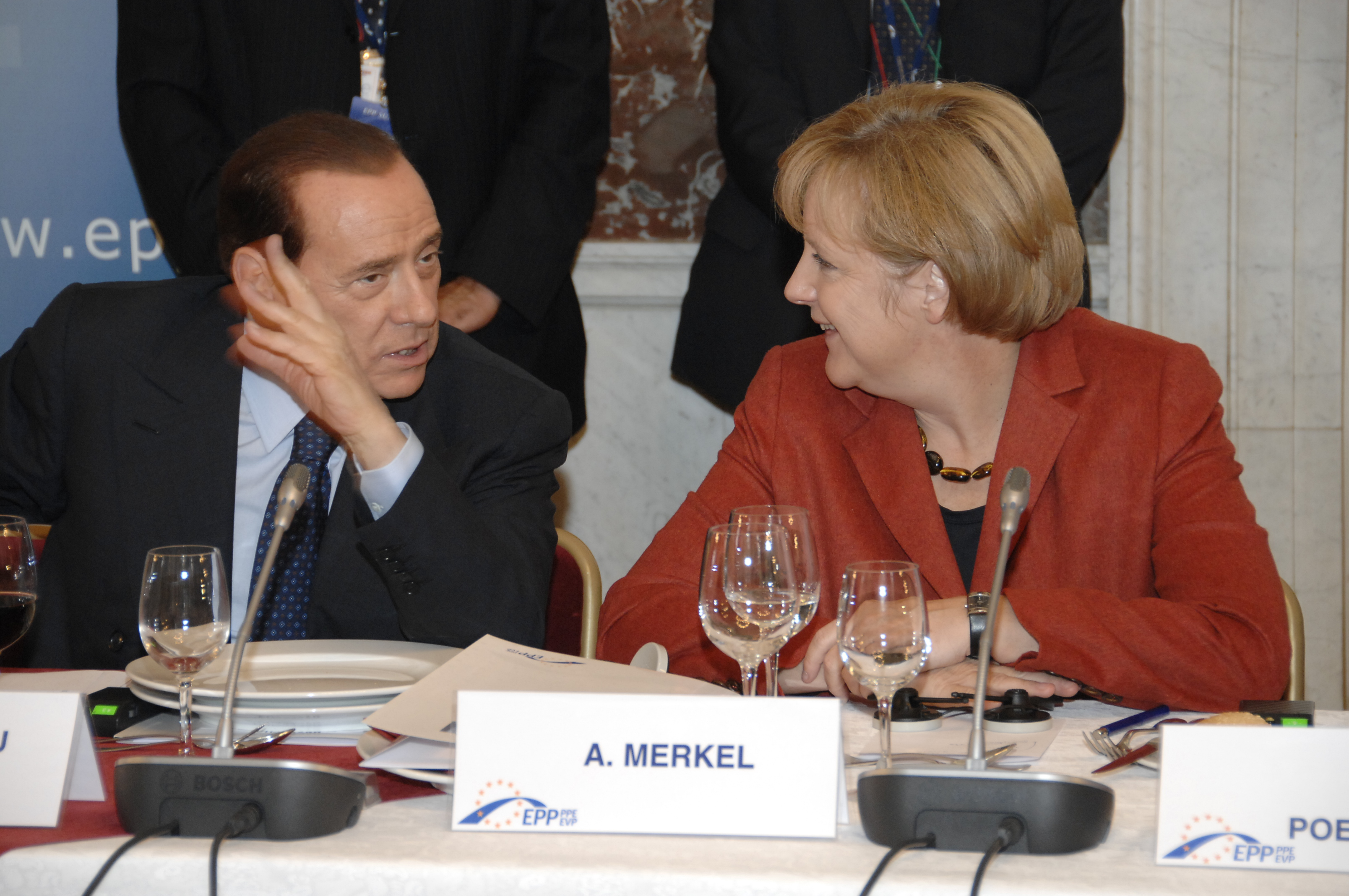
Premier van Italië Silvio Berlusconi en bondskanselier Angela Merkel tijdens een bijeenkomst van de Europese Volkspartij in Brussel op 15 oktober 2008.

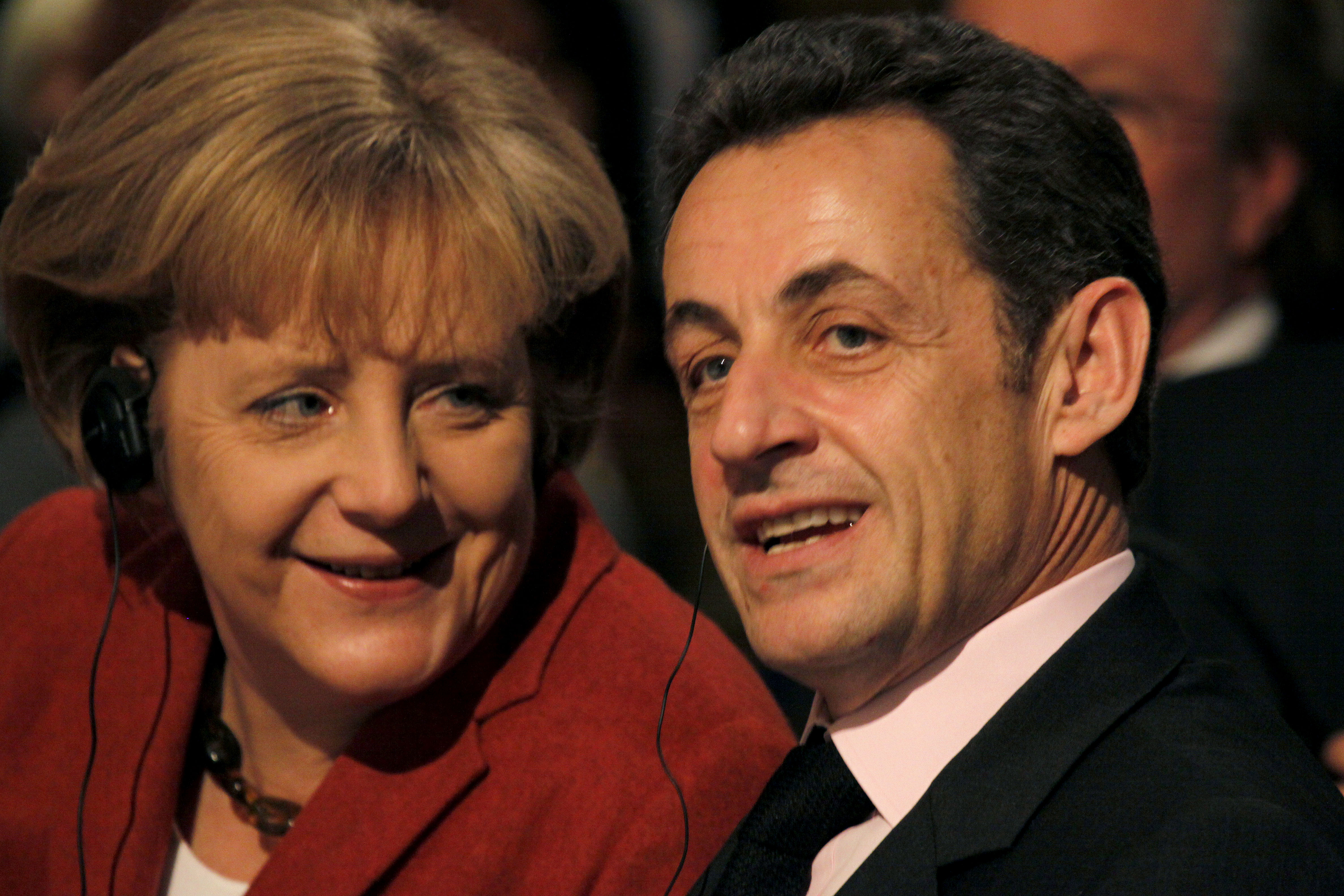
Bondskanselier Angela Merkel en president van Frankrijk Nicolas Sarkozy tijdens een bijeenkomst in München op 7 februari 2009.

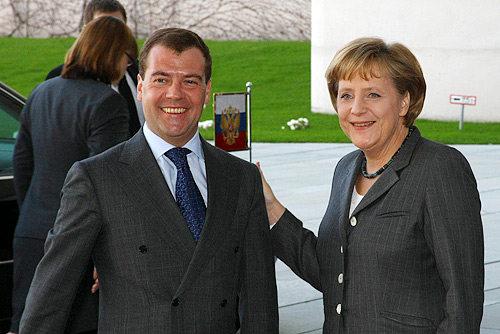
President van Rusland Dmitri Medvedev en bondskanselier Angela Merkel tijdens een bijeenkomst in Berlijn op 31 maart 2009.

| Ambtsbekleders                                                            | Ambtsbekleders             | Ambtsbekleders                             | Functie(s)                                                       | Termijn          | Termijn           | Partij(en) |
| ------------------------------------------------------------------------- | -------------------------- | ------------------------------------------ | ---------------------------------------------------------------- | ---------------- | ----------------- | ---------- |
|                                                                           | Angela Merkel              | Angela Merkel (1954)                       | Bondskanselier                                                   | 22 november 2005 | 8 december 2021   | CDU        |
|                                                                           | Franz Müntefering          | Franz Müntefering (1940)                   | Vicekanselier                                                    | 22 november 2005 | 22 november 2007  | SPD        |
| Bondsminister van Arbeid en Sociale Zaken                                 | Franz Müntefering          | Franz Müntefering (1940)                   |                                                                  | 22 november 2005 | 22 november 2007  | SPD        |
|                                                                           | Frank-Walter Steinmeier    | Frank-Walter Steinmeier (1956)             | Vicekanselier                                                    | 22 november 2007 | 28 oktober 2009   | SPD        |
| Bondsminister van Buitenlandse Zaken                                      | Frank-Walter Steinmeier    | Frank-Walter Steinmeier (1956)             | 22 november 2005                                                 |                  | 28 oktober 2009   | SPD        |
|                                                                           | Wolfgang Schäuble          | Wolfgang Schäuble (1942–2023)              | Bondsminister van Binnenlandse Zaken                             | 22 november 2005 | 28 oktober 2009   | CDU        |
|                                                                           | Peer Steinbrück            | Peer Steinbrück (1947)                     | Bondsminister van Financiën                                      | 22 november 2005 | 28 oktober 2009   | SPD        |
|                                                                           | Brigitte Zypries           | Brigitte Zypries (1953)                    | Bondsminister van Justitie                                       | 22 oktober 2002  | 28 oktober 2009   | SPD        |
|                                                                           | Michael Glos               | Michael Glos (1944)                        | Bondsminister van Economische Zaken                              | 22 november 2005 | 10 februari 2009  | CSU        |
|                                                                           | Karl-Theodor zu Guttenberg | Freiherr Karl-Theodor zu Guttenberg (1971) | Bondsminister van Economische Zaken                              | 10 februari 2009 | 28 oktober 2009   | CSU        |
|                                                                           | Franz Josef Jung           | Franz Josef Jung (1949)                    | Bondsminister van Defensie                                       | 22 november 2005 | 28 oktober 2009   | CDU        |
|                                                                           | Ulla Schmidt               | Ulla Schmidt (1949)                        | Bondsminister van Volksgezondheid                                | 12 januari 2001  | 28 oktober 2009   | SPD        |
|                                                                           | Olaf Scholz                | Olaf Scholz (1958)                         | Bondsminister van Arbeid en Sociale Zaken                        | 22 november 2007 | 28 oktober 2009   | SPD        |
|                                                                           | Annette Schavan            | Annette Schavan (1955)                     | Bondsminister van Onderwijs en Wetenschap                        | 22 november 2005 | 14 februari 2013  | CDU        |
|                                                                           | Wolfgang Tiefensee         | Wolfgang Tiefensee (1955)                  | Bondsminister van Verkeer                                        | 22 november 2005 | 28 oktober 2009   | SPD        |
| Bondsminister van Volkshuisvesting, Stedelijke Ontwikkeling en Woningbouw | Wolfgang Tiefensee         | Wolfgang Tiefensee (1955)                  |                                                                  | 22 november 2005 | 28 oktober 2009   | SPD        |
|                                                                           | Horst Seehofer             | Horst Seehofer (1949)                      | Bondsminister van Landbouw, Voedsel en Consumenten- bescherming  | 22 november 2005 | 27 oktober 2008   | CSU        |
|                                                                           | Ilse Aigner                | Ilse Aigner (1964)                         | Bondsminister van Landbouw, Voedsel en Consumenten- bescherming  | 27 oktober 2008  | 30 september 2013 | CSU        |
|                                                                           | Sigmar Gabriel             | Sigmar Gabriel (1959)                      | Bondsminister van Milieu, Klimaat, Natuur en Kernveiligheid      | 22 november 2005 | 28 oktober 2009   | SPD        |
|                                                                           | Heidemarie Wieczorek-Zeul  | Heidemarie Wieczorek-Zeul (1942)           | Bondsminister voor Economische Betrekkingen en Ontwikkelingshulp | 27 oktober 1998  | 28 oktober 2009   | SPD        |
|                                                                           | Ursula von der Leyen       | Ursula von der Leyen (1956)                | Bondsminister voor Familie, Senioren, Vrouwen en Jeugd Zaken     | 22 november 2005 | 30 november 2009  | CDU        |
|                                                                           | Thomas de Maizière         | Thomas de Maizière (1954)                  | Bondsminister zonder portefeuille                                | 22 november 2005 | 28 oktober 2009   | CDU        |
| Chef des Bundeskanzleramts                                                | Thomas de Maizière         | Thomas de Maizière (1954)                  |                                                                  | 22 november 2005 | 28 oktober 2009   | CDU        |

## Trivia
- Negen ambtsbekleders hadden ervaring als hoogleraar of wetenschapper: Angela Merkel (natuurkundige), Frank-Walter Steinmeier (jurist), Wolfgang Schäuble (fiscaal jurist), Brigitte Zypries (jurist), Karl-Theodor zu Guttenberg (jurist), Franz Josef Jung (jurist), Annette Schavan (politicoloog), Ursula von der Leyen (medicus) en Thomas de Maizière (jurist).
- Zeven ambtsbekleders diende ooit als partijleider: Angela Merkel (2000–2018) en Wolfgang Schäuble (1998–2000) voor het CDU, Franz Müntefering (2004–2005, 2008–2009), Frank-Walter Steinmeier (2008), Sigmar Gabriel (2009–2017) en Olaf Scholz (2018) voor de SPD en Horst Seehofer (2008–2019) voor de CSU.